# Lianovróchi (Imathie)
Lianovróchi (grec moderne : Λιανοβρόχι) est une localité située dans le dème de Véria, dans le district régional d'Imathie, dans la periphérie de Macédoine-Centrale, en Grèce.
Selon le recensement de 2011, elle compte 22 habitants.